# NGC 4709
NGC 4709 ist eine 11,1 mag helle Elliptische Galaxie vom Hubble-Typ E1 im Sternbild der Zentaur am Südsternhimmel. Sie ist schätzungsweise 201 Millionen Lichtjahre von der Milchstraße entfernt, hat einen Durchmesser von etwa 140.000 Lichtjahren und ist Mitglied des Centaurus-Galaxienhaufens. 

Im selben Himmelsareal befinden sich u. a. die Galaxien NGC 4696, NGC 4706, NGC 4729, NGC 4730.
Das Objekt wurde am 7. Mai 1826 von James Dunlop mit einem 9-Zoll-Spiegelteleskop entdeckt, der sie in seinem eigenen Katalog unter der Nummer 511 mit „a pretty large, faint nebula“ beschrieb.